# 秋からも、そばにいて
「秋からも、そばにいて」（あきからも そばにいて）は、南野陽子の13枚目のシングル。1988年10月8日にCBS・ソニーからリリースされた。

## 背景
表題曲は南野自身が出演した江崎グリコのコマーシャルソングとして採用された。当時南野はJR西日本のイメージキャラクターであり、同社管轄外の駅での撮影が御法度だった為、このCMの撮影が行われた駅が何処にあるかが話題になった（因みにロケ地は、JR北海道・函館本線の蘭島駅と判明している）。
「楽園のDoor」から8作連続でオリコン1位を獲得。南野のシングル売上枚数としては、「吐息でネット。」に次ぐ2番目のヒット曲となった（27.1万枚）。
TBS系『ザ・ベストテン』（1988年11月3日放送）で歌唱した際、歌詞が一部飛んでしまうハプニングがあり、その後歌いながらマイクを持つ手が震え、歌い終わった時には「どうもすみませんでした、ごめんなさい!」と涙声で謝罪。南野は後日にこの理由を、「落葉を一杯敷き詰めた舞台を歩いている最中、長いドレスの裾で落葉を掃いてしまわないように、と気を取られた直後に歌詞が全く出て来なくなった」と、語っている。
日本で初めて、樹脂層をピンクで着色した ″カラーCD″ として発売された。
ベスト・アルバム『NANNO Singles II』には「、」が省略された「秋からもそばにいて」という表記で収録された。

## 収録曲
両曲共通　編曲: 萩田光雄
1. 秋からも、そばにいて
作詞: 小倉めぐみ／作曲: 伊藤玉城
2. 抱きしめて もう一度
作詞: 平出よしかつ／作曲: 宮下智

楽曲出版権利
- 2001年からバーニングパブリッシャーズ、オフィス日新へ移っており、いずれもバーニングプロダクション系列である[3]。